# Campionato mondiale di hockey su ghiaccio 1949
Il 16º Campionato mondiale di hockey su ghiaccio, valido anche come 27º campionato europeo di hockey su ghiaccio, si tenne nel periodo fra il 12 e il 20 febbraio 1949 nella città di Stoccolma, in Svezia. Al via si presentarono dieci squadre, e fece il suo esordio a livello internazionale la rappresentativa della Danimarca. Nella fase preliminare, composta da due gironi a tre squadre ed uno a quattro squadre, le prime due di ciascun gruppo si qualificarono per il girone finale dove si contesero le medaglie, mentre le squadre eliminate al primo turno disputarono un girone di consolazione per assegnare le posizioni dalla 7 alla 10.
La Cecoslovacchia conquistò, a due anni di distanza dal primo, il secondo titolo mondiale, oltre al titolo europeo, superando nel girone finale di due punti la coppia nordamericana formata da Canada e Stati Uniti. I padroni di casa della Svezia invece giunsero solo al quarto posto finale.

## Gironi preliminari

### Gruppo A
| Stoccolma 12 febbraio 1949 | Canada | 47 – 0 (13-0; 16-0; 18-0) | Danimarca |  |

| Stoccolma 13 febbraio 1949 | Canada | 7 – 0 (0-0; 3-0; 4-0) | Austria |  |

| Stoccolma 14 febbraio 1949 | Austria | 25 – 1 (8-0; 6-0; 11-1) | Danimarca |  |

| Pos. |           | PG | V | N | P | GF | GS | DR  | Pt |
| 1.   | Canada    | 2  | 2 | 0 | 0 | 54 | 0  | +54 | 4  |
| 2.   | Austria   | 2  | 1 | 0 | 1 | 25 | 8  | +17 | 2  |
| 3.   | Danimarca | 2  | 0 | 0 | 2 | 1  | 72 | -71 | 0  |

### Gruppo B
| Stoccolma 12 febbraio 1949 | Norvegia | 2 – 0 (2-0; 0-0; 0-0) | Belgio |  |

| Stoccolma 12 febbraio 1949 | Stati Uniti | 12 – 5 (6-2; 4-1; 2-2) | Svizzera |  |

| Stoccolma 13 febbraio 1949 | Svizzera | 18 – 2 (5-0; 10-1; 3-1) | Belgio |  |

| Stoccolma 13 febbraio 1949 | Stati Uniti | 12 – 1 (7-1; 3-0; 2-0) | Norvegia |  |

| Stoccolma 14 febbraio 1949 | Svizzera | 7 – 1 (4-1; 3-0; 0-0) | Norvegia |  |

| Stoccolma 14 febbraio 1949 | Stati Uniti | 12 – 0 (4-0; 5-0; 3-0) | Belgio |  |

| Pos. |             | PG | V | N | P | GF | GS | DR  | Pt |
| 1.   | Stati Uniti | 3  | 3 | 0 | 0 | 36 | 6  | +30 | 6  |
| 2.   | Svizzera    | 3  | 2 | 0 | 1 | 30 | 15 | +15 | 4  |
| 3.   | Norvegia    | 3  | 1 | 0 | 2 | 4  | 19 | -15 | 2  |
| 3.   | Belgio      | 3  | 0 | 0 | 3 | 2  | 32 | -30 | 0  |

### Gruppo C
| Stoccolma 12 febbraio 1949 | Svezia | 12 – 1 (2-0; 3-0; 7-1) | Finlandia |  |

| Stoccolma 13 febbraio 1949 | Svezia | 4 – 2 (3-0; 1-2; 0-0) | Cecoslovacchia |  |

| Stoccolma 14 febbraio 1949 | Cecoslovacchia | 19 – 2 (8-1; 3-1; 8-0) | Finlandia |  |

| Pos. |                | PG | V | N | P | GF | GS | DR  | Pt |
| 1.   | Svezia         | 2  | 2 | 0 | 0 | 16 | 3  | +13 | 4  |
| 2.   | Cecoslovacchia | 2  | 1 | 0 | 1 | 21 | 6  | +15 | 2  |
| 3.   | Finlandia      | 2  | 0 | 0 | 2 | 3  | 31 | -28 | 0  |

## Girone di consolazione
| Stoccolma 17 febbraio 1949 | Finlandia | 7 – 3 (4-3; 2-0; 1-0) | Norvegia |  |

| Stoccolma 18 febbraio 1949 | Finlandia | 17 – 2 (6-0; 4-0; 7-2) | Belgio |  |

| Stoccolma 19 febbraio 1949 | Norvegia | 14 – 1 (5-0; 6-0; 3-1) | Belgio |  |

| Pos. |           | PG       | V        | N        | P        | GF       | GS       | DR       | Pt       |
| 7.   | Finlandia | 2        | 2        | 0        | 0        | 24       | 5        | +19      | 4        |
| 8.   | Norvegia  | 2        | 1        | 0        | 1        | 17       | 8        | +9       | 2        |
| 9.   | Belgio    | 2        | 0        | 0        | 2        | 3        | 31       | -28      | 0        |
| 10.  | Danimarca | Ritirata | Ritirata | Ritirata | Ritirata | Ritirata | Ritirata | Ritirata | Ritirata |

## Girone finale
| Stoccolma 15 febbraio 1949 | Canada | 2 – 3 (0-0; 1-2; 1-1) | Cecoslovacchia |  |

| Stoccolma 15 febbraio 1949 | Svezia | 18 – 0 (5-0; 5-0; 8-0) | Austria |  |

| Stoccolma 15 febbraio 1949 | Stati Uniti | 4 – 5 (1-4; 3-0; 0-1) | Svizzera |  |

| Stoccolma 16 febbraio 1949 | Cecoslovacchia | 7 – 1 (4-0; 2-0; 1-1) | Austria |  |

| Stoccolma 16 febbraio 1949 | Svezia | 2 – 2 (0-1; 1-0; 1-1) | Canada |  |

| Stoccolma 17 febbraio 1949 | Canada | 7 – 2 (2-0; 1-2; 4-0) | Stati Uniti |  |

| Stoccolma 17 febbraio 1949 | Svezia | 3 – 1 (0-0; 2-1; 1-0) | Svizzera |  |

| Stoccolma 18 febbraio 1949 | Cecoslovacchia | 8 – 1 (4-0; 1-1; 3-0) | Svizzera |  |

| Stoccolma 18 febbraio 1949 | Canada | 8 – 2 (3-0; 3-1; 2-1) | Austria |  |

| Stoccolma 18 febbraio 1949 | Svezia | 3 – 6 (1-0; 0-4; 2-2) | Stati Uniti |  |

| Stoccolma 19 febbraio 1949 | Svizzera | 10 – 1 (4-0; 3-1; 3-0) | Austria |  |

| Stoccolma 19 febbraio 1949 | Stati Uniti | 2 – 0 (0-0; 1-0; 1-0) | Cecoslovacchia |  |

| Stoccolma 20 febbraio 1949 | Stati Uniti | 9 – 1 (0-1; 3-0; 6-0) | Austria |  |

| Stoccolma 20 febbraio 1949 | Svezia | 0 – 3 (0-0; 0-2; 0-1) | Cecoslovacchia |  |

| Stoccolma 20 febbraio 1949 | Canada | 1 – 1 (0-1; 0-0; 1-0) | Svizzera |  |

| Pos. |                | PG | V | N | P | GF | GS | DR  | Pt |
| 1.   | Cecoslovacchia | 5  | 4 | 0 | 1 | 21 | 6  | +15 | 8  |
| 2.   | Canada         | 5  | 2 | 2 | 1 | 20 | 10 | +10 | 6  |
| 3.   | Stati Uniti    | 5  | 3 | 0 | 2 | 23 | 16 | +7  | 6  |
| 4.   | Svezia         | 5  | 2 | 1 | 2 | 26 | 12 | +14 | 5  |
| 5.   | Svizzera       | 5  | 2 | 1 | 2 | 18 | 17 | +1  | 5  |
| 6.   | Austria        | 5  | 0 | 0 | 5 | 5  | 52 | -47 | 0  |

## Graduatoria finale
| Pos | Squadra        |
| --- | -------------- |
|     | Cecoslovacchia |
|     | Canada         |
|     | Stati Uniti    |
| 4   | Svezia         |
| 5   | Svizzera       |
| 6   | Austria        |
| 7   | Finlandia      |
| 8   | Norvegia       |
| 9   | Belgio         |
| 10  | Danimarca      |

| Campione del mondo di hockey su ghiaccio 1949 |
| Cecoslovacchia 2º titolo                      |

| Pos | Squadra        | Formazione |
| --- | -------------- | --- |
|     | Cecoslovacchia | Bohumil Modrý, Josef Jirka, Josef Trousílek, Přemysl Hainý, Oldřich Němec, Jiří Macelis, František Vacovský, Václav Rozňák, Vladimír Zábrodský, Stanislav Konopásek, Vladimír Kobranov, Vladimír Bouzek, Augustin Bubník, František Mizera, Čeněk Pícha, Zdeněk Marek, Miloslav Charouzd |
|     | Canada         | Picard, Hillson, Cagne, Kewley, Tergessen, William Dimoch, James Russell, Thomas Russell, Ray Bauer, De Bastiani, Donald Stanley, Hachy, Robert Mills, Monroe |
|     | Stati Uniti    | Richard Bittner, Arthur Crouse, Paul Johnson, Robert Johnson, Kelly, Gerard Kilmartin, Bruce Mather, John Riley, William Thayer, Alfred Van, Norman Walker, Alfred Yurkewicz |

## Campionato europeo
Il torneo fu valido anche per il 27º campionato europeo e venne utilizzata la graduatoria finale del campionato mondiale per determinare le posizioni del torneo continentale; la vittoria andò per la settima volta, la terza consecutiva, alla Cecoslovacchia, già campionessa mondiale.
| Pos | Squadra        |
| --- | -------------- |
|     | Cecoslovacchia |
|     | Svezia         |
|     | Svizzera       |
| 4   | Austria        |
| 5   | Finlandia      |
| 6   | Norvegia       |
| 7   | Belgio         |
| 8   | Danimarca      |